# Lyme, Connecticut
Lyme är en kommun (town) i New London County, Connecticut, USA med cirka 2 016 invånare (2000). Kommunen har gett namn åt den fästingöverförda sjukdomen Lyme borrelios, mer känd som borrelia.